# Пироплазмоз крупного рогатого скота
Пироплазмоз (бабезиоз) крупного рогатого скота, или техасская лихорадка, или чихирь – трансмиссивная болезнь животных, вызываемая паразитами эритроцитов крови – пироплазмами (бабезиями). Жизненный цикл пироплазмы протекает в организмах двух хозяев – крупного рогатого скота и клещей-переносчиков. Размножение пироплазм в организме животных происходит в крови путём простого деления, а в организме клещей – в тканях, гемолимфе и яйцах. В организме животных они размножаются сначала во внутренних органах, а затем в периферической крови.
В России пироплазмоз крупного рогатого скота распространен в основном в южной части, но встречается и в центральных районах, причем протекает доброкачественно по сравнению с более теплыми районами. Вспышки болезни отмечают весной, летом и иногда осенью.
В США техасская лихорадка практически ликвидирована вместе с переносчиком - клещом Boophilus annulatus, хотя и по настоящее время происходят небольшие по объёму вспышки, связанные с завозом инфекции из Мексики.

## История
В конце XIX века на северных ранчо США среди животных вспыхнула эпизоотия неизвестной болезни, уничтожившая чуть ли не поголовно первоначальные стада (ежегодные потери из-за падежа скота составляли 130.5 миллионов долларов). Болезнь получила название техасская лихорадка, поскольку скотоводы заметили, что инфекцию привозит скот, завезенный с юга США. Скотоводы также заметили, что скот, привезенный с юга зимой - не приносит ни клещей, ни инфекции, в то время как в летнее время, когда на животных много клещей - среди северных животных вспыхивает эпизоотия. 
Департамент земледелия США отпустил хорошую субсидию, и доктор Теобальд Смит с своим сотрудником Килборном с энтузиазмом взялись за исследования. Исследователи обнаружили в красных кровяных шариках заболевших коров мельчайшие грушевидные организмы. Также было выяснено, что, несмотря на то что клещи Boophilus, паразитировавшие на коровах, проводят всю жизнь на одном животном - они передают инфекцию следующему поколению, и вылупившиеся из отложенных ими яичек молодые клещи - также заражают коров. 
Удалось установить и то, почему южный скот остается здоровым, но заражает северный скот. У переболевших животных вырабатывается нестерильный иммунитет, сохраняющийся до тех пор, пока в крови остаются хотя бы единичные кровепаразиты, которых достаточно, чтобы заразить клещей, а через них - и неиммунный скот. 
После того как Смит и Килборн опубликовали свои результаты в 1893 году, в США началась беспощадная война с клещом Boophilus annulatus, которая завершилась в 1960 году полным его истреблением.

## Клиническая картина
При спонтанном поражении пироплазмозом инкубационный период длится от 6 до 30 дней Заболевание протекает чаще всего остро, реже хронически. В течение 1-х суток температура тела повышается до 42 °C, животные резко угнетены. Слизистые оболочки в начале болезни анемичные, а на 3-4 день заболевания желтушные. Животные чаще лежат, прекращают прием пищи и воды, из глаз появляются истечения. Перистальтика кишечника ослаблена. В первый период заболевания моча становится желтоватой, затем приобретает красноватый цвет, а на 3-4 день болезни становится тёмно-коричневой. Учащаются пульс и дыхание, наступает кахексия. При неблагоприятном прогнозе и несвоевременном лечении летальный исход наступает через 6–7 дней с начала заболевания.
Хроническое течение обычно наблюдают у животных с повышенной резистентностью или у ранее переболевших животных. Иногда возможны рецидивы заболевания, которые проявляются повторным повышением температуры тела, угнетением, кахексией, отеками.
Диагноз ставят на основании клинических и лабораторных исследований крови с учетом эпизоотологических данных, наличия клещей – переносчиков заболевания, сезона распространения болезни.
Следует учитывать, что при пироплазмозе процесс может развиваться очень бурно и быстро, заканчиваясь гибелью животного на 2-3-й день. Это свидетельствует об усиленном размножении пироплазм и о поражении ими большого количества эритроцитов. Иногда паразитов удаётся обнаружить у больных уже в конце инкубационного периода, а на 1-2-й день заболевания число их резко возрастает. Часто температура тела достигает 40 градусов Цельсия. На следующий день обнаруживают "кровавую мочу".

## Лечение
Для лечения пироплазмозов можно применять беренил (азидин) в форме 7 % водного раствора внутримышечно или подкожно в дозе 3,5 мг/кг массы тела однократно. В тяжелых случаях инъекцию повторяют. Также назначают диамедин в дозе 1–2 мг/кг массы тела внутримышечно в форме 10 % водного раствора. Животным обеспечивают покой, диетическое питание. Поскольку при данном заболевании в организме животных создается дефицит витамина В12 (цианкобаламина), необходимо вводить в корма или делать инъекции витамина В12, а также сердечных препаратов, например сульфокамфокаин. В тяжелых случаях внутривенно или подкожно вводят гемодез.

## Профилактика и меры борьбы
Основная задача при ликвидации и предупреждении развития пироплазмоза заключается в проведении комплекса профилактических мероприятий, включающих химиопрофилактику и борьбу с клещами-переносчиками. Для этого животных периодически обрабатывают репеллентами и вводят беренил (азидин) через каждые 10 дней.. Поскольку самым слабым звеном в эпизоотической цепи бабезиоза являются клещи-переносчики, то и мероприятия профилактики должны быть направлены прежде всего на борьбу с ними. Крупный рогатый скот выпасают на пастбищах, где нет иксодовых клещей. Надежной профилактикой заболевания является стойловое содержание животных и регулярное их купание или опрыскивание эмульсиями акарицидных препаратов (перметрин, К-отрин, бутокс, бензофосфат и др.), которые повторяют через каждые 9 — 10 дней. Выполняют комплекс организационно-хозяйственных и агротехнических мероприятий с целью создания неблагоприятных для развития клещей условий: проведение мелиоративных работ, организация культурных пастбищ. Осуществляют также химиопрофилактику бабезиоза. В неблагополучной относительно этой инвазии местности в начале вспышки бабезиоза животным вводят беренил или азидин, которые предотвращают от заражения кровепаразитами в течение 2-3 недель.